# Centrolene altitudinale
Centrolene altitudinale là một loài ếch thuộc họ Centrolenidae.
Đây là loài đặc hữu của Venezuela. Trong tiếng Tây Ban Nha nó được gọi là ranita de cristal de altura.
Môi trường sống tự nhiên của chúng là rừng mây ẩm nhiệt đới và cận nhiệt đới và sông ngòi. Tình trạng bảo tồn của nó hiện chưa đủ thông tin.